# Кружево Клюни

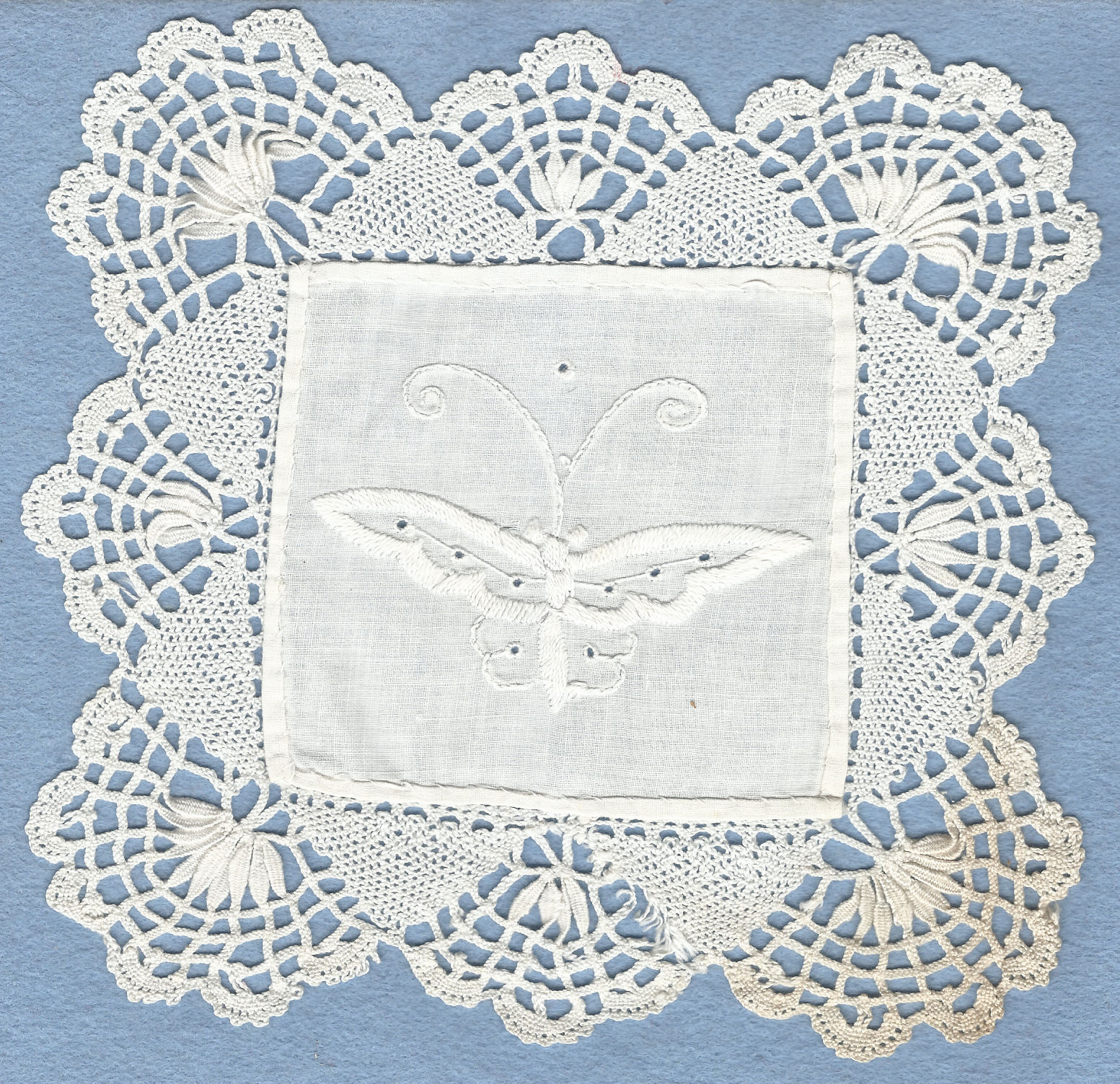
Коврик с кружевной окантовкой Cluny

Кружево Клюни — это кружево на коклюшках. Это тяжелое плетеное кружево геометрического рисунка, часто с расходящимися тонкими остроконечными колосьями пшеницы (плотно сплетенными листьями).  Данный вид кружева относится к  гипюровому стилю кружева.
Основа клюни создается из плетеных нитей — своеобразной «паутинки», которая соединяет весь узор, сделанный из цельных, прерывистых и скрученных петель.

## История
Кружево Клюни зародилось во Франции . Кружево  появляется в XIX веке в Ле-Пюи и Мирекур в Лотарингии, по общему мнению, с использованием образцов из Музея древностей Клюни в Париже. Основа кружева Клюни (насновки, плетешки, геометрические узоры) была позаимствована у Генуэзского кружева XVII века. 
Кружево Клюни также производилось в кружевных районах английского Мидленда. 
Так что название этой стороны не имеет ничего общего с городом Клюни .

## Современное состояние
Кружевная работа состоит из геометрических рисунков и цветочных мотивов на основе косичек. Мотивы выполняются на льняной, полульняной или крученой льняной ткани . 
Характерная деталь петличного шнурка Клюни – декоративные нити и рельефная работа. Дальнейшие украшения состоят из люверсов, искусственных штрихов и венецианских косичек.
Рисунки современного кружева Клуни сильно отличаются от традиционных. Плетение, столь характерное для Клюни, отсутствует, хотя в некоторых узорах косички все же встречаются. Типичные украшения, такие как люверсы, искусственный штрих и венецианская тесьма, также отсутствуют в современном Клюни. Акцент делается гораздо больше на мотивы и используются более тяжелые нити.
Название “Клюни де Веле” принято применять к вещам, созданным начиная со второй половины XIX века. Мастера-дизайнеры сочетали в своем кружеве участки ровных полотнянок и сеток, украшая их насновками на фоне соединений из плетешков, создавая узоры от “строгого Клюни” до “обильно украшенного”. Эти изделия использовались для украшения домашнего текстиля, мебели и предметов культа, таких как покрывало на алтарь.
В весенней коллекции 2011 года Ральф Лорен предложил пальто бледно-голубого цвета в белую клетку имеет клиновидный подол и к тому же удлинено сзади, окантовка выполнена белыми кружевами Cluny Lancel.. 

## В России
В 2016 году  данный вид кружева экспонировался на выставке «Дамы в кружевах»  в вологодском Музее кружева. На выставке было представлено десятки экспонатов из частного собрания немецких коллекционеров – сестер Марианны Штанг и Анны Виенандс.

## Внешняя ссылка
- На Викискладе есть медиафайлы по теме Кружево Клюни